# Пак Чиён
Пак Чиён (кор. 박지연, англ. Park Ji Yeon; род. 7 июня 1993 года, Сеул, Республика Корея) — южнокорейская певица и актриса. Она дебютировала как участница гёрл-группы T-ara в июле 2009. Группа стала одной из самых продаваемых женских групп всех времен. Помимо деятельности в своей группе, она снималась в различных телевизионных дорамах, таких как Soul (2009), Master of Study (2010), Dream High 2 (2012), Triangle (2014), и в фильмах: Death Bell 2: Bloody Camp (2012), Encounter (2015). Она дебютировала как сольный артист с мини-альбомом Never Ever 20 мая 2014 года, что сделало её первой участницей T-ara, дебютировавшим соло.

## Ранняя жизнь и образование
Чиён родилась в Сеуле (Южная Корея) 7 июля 1993 года, в семье корейцев. Она недолго посещала среднюю школу для девочек Hyehwa Girls' High School, а в 2012 году окончила среднюю школу искусств Lila Art High School. Она не посещала университет, чтобы сосредоточиться на своей карьере.

## Карьера

### 2008—2009: Начало карьеры и T-ara
Она и Hahm Eun-jung — единственные участницы T-ara, которые обучены актёрскому мастерству. Они переключились на пение, несмотря на первоначальные намерения быть актрисами.
Чиён проявляла интерес к модельному бизнесу. В 2008 году, когда ей было 15 лет, она участвовала в фотосъемке для рекламы компании по производству одежды Smart с корейским бой-бэндом SHINee. Она сотрудничала с Davichi и SeeYa над цифровым синглом «Women Generation», который был выпущен в мае 2009 года, что сделало её первым участником T-ara, который появился на публике. Она появилась в музыкальных клипах SG Wannabe «I Love You» и «Crybaby» из их альбома 2009 года, Gift от SG Wannabe. Вначале корейские СМИ называли её «Little Kim Tae-hee» из-за её близкого сходства с Kim.
Чиён участвовала в прослушиваниях в Mnet Casting System и присоединилась к компании в 2008 году. 29 июля 2009 года она дебютировала в T-ara как самый молодой участник (maknae).

### 2010—2013: Актерский дебют и успехи
В 2010 году Чиён снялась в Master of Study, корейской адаптации японской манги Dragon Zakura. В том же году она сыграла главную роль в фильме ужасов Death Bell 2: Bloody Camp и сыграла в молодёжной драме Jungle Fish 2.
В октябре 2010 года Чиён вела шоу Show! Music Core на канале MBC. Она также стала актёром SBS's варьете шоу Heroes.
В 2011 Чиён работала над дубляжем мультфильма Gnomeo and Juliet.
В 2012 она сыграла в молодёжной драме Dream High 2 с участием Kang So-ra, GOT7's JB and Jin-young, 2AM’s Jinwoon, SISTAR’s Hyolyn, и Park Seo-joon.

### 2014—2017: Сольный дебют

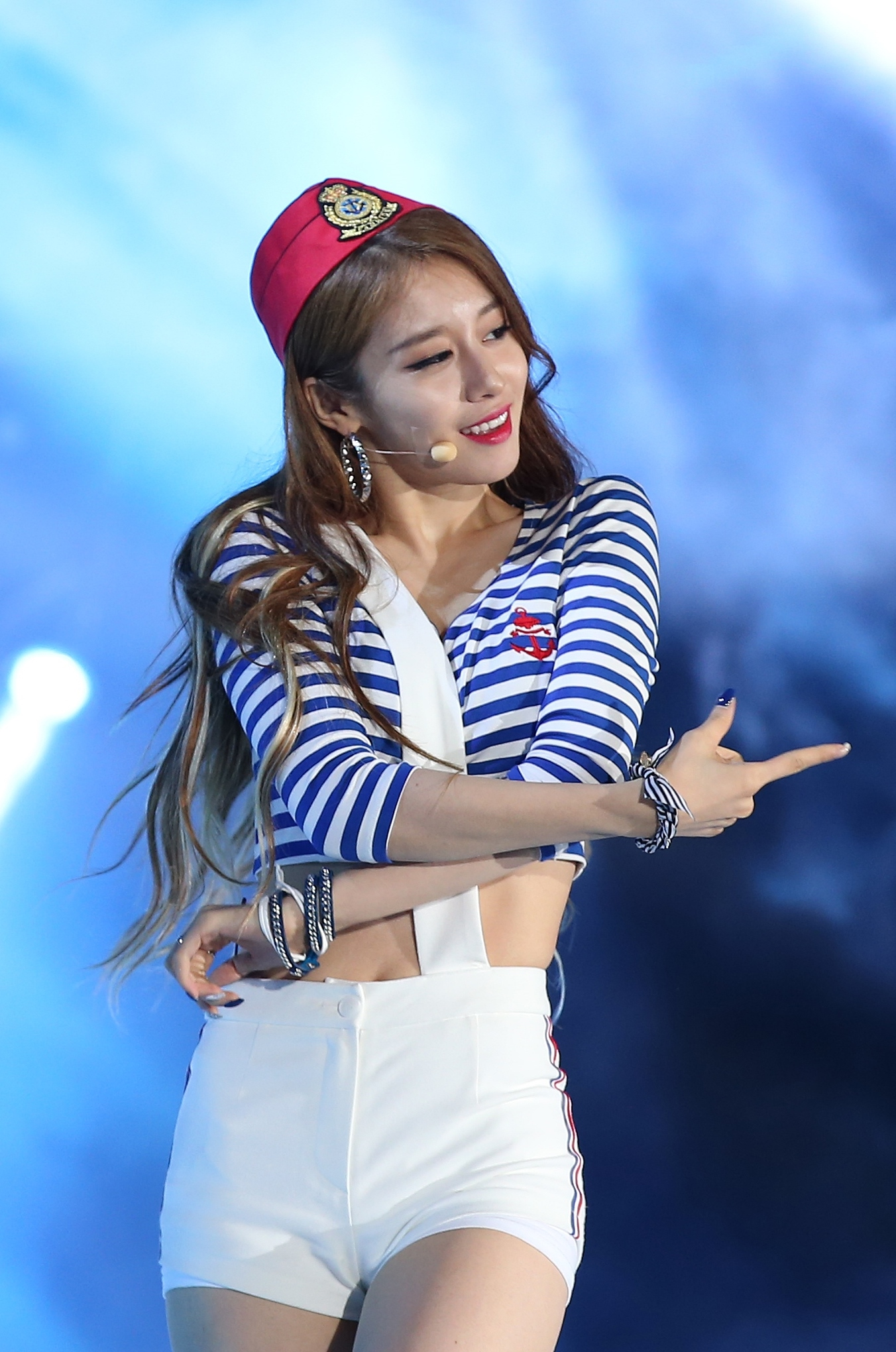
Чиён на Summer K-POP Festival в 2015 году.

Сольно Чиён дебютировала в мае 2014 года, выпустив заглавный трек «Never Ever» (также известный как «1 минута 1 секунда»). Музыкальное видео занимало первое место на крупнейшем музыкальном видео-сайте Китая YinYueTai в течение двух недель подряд.
В июне Чиён снимаась в телесериале MBC Triangle. В том же месяце она начала вести SBS MTV The Show вместе с Lee Hye-ri.
В мае 2015 года Чиён снималась в корейско-китайском фильме Encounter. В июле 2015 года она сотрудничала с Jun-Hyung над песней «Summer Love».
В 2016 году Чиён снималась в веб-дораме My Runway. Драма была выпущена на Netflix в декабре 2016.
В феврале 2017 года было объявлено, что Чиён вернется сольно через три года с новым альбомом. Однако, подготовка альбома была позже отменена.

### 2018 — настоящее время: Сольная карьера
В начале 2018 года Чиён и другие участницы группы T-ARA покинули MBK Entertainment после истечения срока действия своих контрактов. Позже она подписала контракт с китайским агентством Longzhen Culture Development в мае 2018. Чиён и вьетнамская певица Soobin Hoàng Sơn выпустили музыкальные клипы для корейской и вьетнамской версии своего трека совместной работы «Between Us» Чиён подписала контракт с Partners Park в ноябре 2018.
26 ноября стало известно, что Чиён выпустит цифровой сингл в середине декабря в качестве благодарного подарка для фанатов. 22 декабря 2018 года Чиён выпустила музыкальные клипы для корейской и китайской версии своей зимней баллады «One Day».
2 апреля 2019 года Чиён снялась в KBS2's мистической романтической комедийной дораме I Wanna Hear Your Song.
26 декабря 2019 года Чиён выпустила свой второй мини-альбом Senpass, акроним от «Sense» и «Compass». Альбом состоит из пяти треков, включая заглавный трек «Take A Hike».

## Личная жизнь
10 февраля 2022 Чиён поделилась с фанатами рукописным письмом в котором сообщила о предстоящей свадьбе с профессиональным бейсболистом Хван Джэ Гюном. В октябре 2024 года пара развелась.

## Дискография

### Мини-альбомы (EP)
| Название                               | Детали | Высшая позиция | Высшая позиция | Высшая позиция | Продажи        |
| Название                               | Детали | KOR            | TWN            | TWN East Asian | Продажи        |
| -------------------------------------- | --- | -------------- | -------------- | -------------- | -------------- |
| Never Ever                             | - Дата выхода: 20 мая 2014 года - Лейбл: Core Contents Media, KT Music - Формат: CD, цифровые загрузки            | 3              | 11             | 2              | - KOR: 15,639+ |
| Senpass                                | - Дата выхода: 26 декабря 2019 года - Лейбл: Longzhen Culture Development, Kakao M - Формат: CD, digital download | N/A            | N/A            | N/A            | N/A            |
| «—» прочерк означает неучастие в чарте | |                |                |                |                |

### Синглы
| Название                                                         | Год  | Высшая позиция | Высшая позиция | Высшая позиция | Продажи              | Альбом           |
| Название                                                         | Год  | KOR            | KOR            | CHN            | Продажи              | Альбом           |
| Название                                                         | Год  | Gaon           | Hot.           | CHN            | Продажи              | Альбом           |
| ---------------------------------------------------------------- | ---- | -------------- | -------------- | -------------- | -------------------- | ---------------- |
| «My Sea»                                                         | 2013 | —              | —              | —              | N/A                  | Bunny Style!     |
| «1 Minute 1 Second (Never Ever)»                                 | 2014 | 17             | 6              | 1              | - KOR (DL): 322,949+ | Never Ever       |
| «Summer Love» (вместе с Ён Чунхоном из 2BiC при участии Yoon Yo) | 2016 | —              | —              | —              | N/A                  | Summer Love      |
| «Between us» (вместе с Soobin Hoang Son)                         | 2018 | —              | —              | —              | N/A                  | Between us       |
| «One Day»                                                        | 2018 | —              | —              | 1              | N/A                  | Non-album single |
| «Take A Hike»                                                    | 2019 | —              | —              | —              | N/A                  | Senpass          |
| «—» прочерк означает неучастие в чарте                           |      |                |                |                |                      |                  |

### Саундтреки
| Год  | Альбом                            | Песня                      | Прод. | Прим.                                                    |
| ---- | --------------------------------- | -------------------------- | ----- | -------------------------------------------------------- |
| 2009 | Cinderella Man OST                | «Women’s Generation»       | 3:32  | вместе с Seeya и Davichi                                 |
| 2009 | Cinderella Man OST                | «Forever Love»             | 3:32  | вместе с Seeya и Davichi                                 |
| 2010 | Master of Study OST Part 1        | «Rolling»                  | 4:01  | Solo                                                     |
| 2010 | Jungle Fish 2 OST                 | «Little By Little»         | 4:10  | Solo                                                     |
| 2012 | Dream High Season 2 OST           | «Superstar»                | 3:42  | вместе с Hyolyn и Эйли                                   |
| 2012 | Dream High Season 2 OST           | «Together»                 | 4:19  | вместе с JB                                              |
| 2012 | Dream High Season 2 OST           | «Day After Day»            | 3:43  | Соло                                                     |
| 2013 | Bunny Style!                      | «Dangerous Love»           | 3:40  | вместе с Хам ЫнЧжон и Хёмин                              |
| 2014 | Triangle OST Part 6               | «Kiss And Cry»             | 3:31  | вместе с Чо СынХи (F-ve Dolls) и Shorry J (Mighty Mouth) |
| 2017 | What’s My Name                    | «Lullaby»                  | 3:12  | Соло                                                     |
| 2018 | Queen of Mystery 2 OST Part 8     | «The Path Leading To Home» | 3:14  | Соло                                                     |
| 2019 | I Wanna Hear Your Song OST Part 3 | «One Blue Night»           | 4:46  | Соло                                                     |

### Другие песни в чартах
| Год                                    | Название                 | Высшая позиция | Альбом     |
| Год                                    | Название                 | KOR            | Альбом     |
| -------------------------------------- | ------------------------ | -------------- | ---------- |
| 2014                                   | «Yeouido Cherry Blossom» | 70             | Never Ever |
| 2014                                   | «Marionette»             | 80             | Never Ever |
| «—» прочерк означает неучастие в чарте |                          |                |            |

## Фильмография

### Фильмы
| Год  | Название                  | Роль       | Ссылка |
| ---- | ------------------------- | ---------- | ------ |
| 2010 | Death Bell 2: Bloody Camp | Ли Се Хи   | [ 12 ] |
| 2011 | Gnomeo & Juliet           | Джульетта  | [ 16 ] |
| 2011 | Gisaeng Ryung             | Камео      |        |
| 2015 | Encounter                 | Неизвестно | [ 26 ] |

### Телесериалы
| Год  | Название                   | Роль                  | Телесеть      | Прим.               | Ссылки |
| ---- | -------------------------- | --------------------- | ------------- | ------------------- | ------ |
| 2007 | Hello! Miss                | Студент               | KBS2          | Камео               | [ 48 ] |
| 2007 | Lobbyist                   | Подруга глухой дочери | SBS           | Камео               | [ 49 ] |
| 2008 | Aeja's Older Sister, Minja | Мэ На Ён              | SBS           | Второстепенная роль |        |
| 2009 | Soul                       | Ю Ду На               | MBC           | Второстепенная роль | [ 50 ] |
| 2009 | High Kick! (2 сезон)       | Ли Ю Ри               | MBC           | Камео               | [ 51 ] |
| 2010 | Master of Study            | На Хён Юн             | KBS2          | Второстепенная роль | [ 11 ] |
| 2010 | Jungle Fish 2              | Се Юль                | KBS2          | Главная роль        | [ 13 ] |
| 2011 | Miss Ripley                | Ю                     | MBC           | Камео               | [ 52 ] |
| 2012 | The Thousandth Man         | Хвн Е Сыль            | MBC           | Камео               |        |
| 2012 | Dream High 2               | Ри-Ань / Ли Чжи Кен   | KBS2          | Главная роль        | [ 17 ] |
| 2014 | Triangle                   | Сон Ю Джин            | MBC           | Второстепенная роль | [ 24 ] |
| 2015 | Sweet Temptation           | Джи Хо                | Naver TV Cast | Веб-дорама          |        |
| 2016 | My Runway                  | Хан Се Ён             | Netflix       | Веб-дорама          | [ 29 ] |
| 2019 | I Wanna Hear Your Song     | Ха Ын Чжу             | KBS2          | Главная роль        | [ 53 ] |
| 2021 | Imitation                  | LaLima                | KBS2          | Второстепенная роль |        |

### Музыкальные шоу
| Год  | Название                     | Роль       | Ссылка |
| ---- | ---------------------------- | ---------- | ------ |
| 2012 | Our Youth, Roly Poly Musical | Хан Чжу Ян | [ 54 ] |

### Варьете-шоу
| Год       | Название                      | Роль              | Телесеть    | Прим.                               | Ссылка |
| --------- | ----------------------------- | ----------------- | ----------- | ----------------------------------- | ------ |
| 2010-2011 | Heroes                        | Участница         | SBS         |                                     | [ 15 ] |
| 2010-2011 | Music Core                    | Гость             | MBC         |                                     | [ 14 ] |
| 2014-2015 | The Show                      | Гость             | SBS MTV     |                                     | [ 25 ] |
| 2017      | Living Together in Empty Room | Участница         | MBC         | вместе с О Чхан Сок (16-19 эпизоды) | [ 55 ] |
| 2018      | Video Star                    | Специальный гость | MBC Every 1 | 121 эпизод                          | [ 56 ] |

## Награды и номинации
| Год  | Награда                                               | Категория                             | Номинированная работа | Результат |
| ---- | ----------------------------------------------------- | ------------------------------------- | --------------------- | --------- |
| 2010 | SBS Entertainment Award                               | Лучшая работа в команде               | Heroes                | Победа    |
| 2010 | KBS Drama Awards                                      | Лучшая новая актриса                  | Master of Study       | Номинация |
| 2010 | KBS Drama Awards                                      | Награда за лучшую пару с Yoo Seung-ho | Master of Study       | Номинация |
| 2014 | 16-й Международный фестиваль молодёжного кино в Сеуле | Лучшая молодая актриса                | Triangle              | Номинация |
| 2015 | Cable TV Broadcast Awards                             | Премия популярности                   | The Show              | Победа    |
| 2015 | The 3rd Yinyuetai VChart Award                        | Лучшая корейская певица               | Never Ever            | Победа    |
| 2015 | Yahoo Asia BUZZ Award                                 | Most Popular Asian İdol               | N/A                   | Номинация |